# Nanoscale
 (décembre 2014).
Nanoscale est une revue scientifique à comité de lecture. Ce mensuel publie des articles de recherches originales dans le domaine des nanotechnologies.
D'après le Journal Citation Reports, le facteur d'impact de ce journal était de 7,394 en 2014. Actuellement, la direction de publication est assurée par Chunli Bai.